# Alto dos Moinhos (metropolitana di Lisbona)
Alto dos Moinhos è una stazione della metropolitana di Lisbona che serve la linea Blu.
La stazione è stata inaugurata nel 1988.